# Kværndrup Kirke
Kværndrup Kirke ligger i landsbyen Kværndrup ca. 13 km NV for Svendborg (Region Syddanmark).

## Eksterne kilder og henvisninger
- Wikimedia Commons har flere filer relateret til Kværndrup Kirke
- Kværndrup Kirke Arkiveret 31. januar 2011 hos  Wayback Machine på nordenskirker.dk
- Kværndrup Kirke på KortTilKirken.dk
- Kværndrup Kirke hos danmarkskirker.natmus.dk (Danmarks Kirker, Nationalmuseet)